# Derbybanan Jägersro
Derbybanan Jägersro i Malmø er en af de største løbs- og træningsfaciliteter for trav- og galopheste i Sverige. Jägersro er også Sveriges ældste stationære løbsbane for hestevæddeløb. Arenaen er beliggende i distriktet Husie og blev grundlagt i 1907 af bygherre Lauritz Christian Müller. Den 20. maj samme år åbnede Jägersro dørene for det første hesteløb.
Jägersro organiserer i dag omkring 100 løbsdage om året med trav, galop, ponytrav og ponygalop. Ud over dette arrangeres forskellige events og underholdning med god mad og drikke, ofte med sang og musik af både kendte og ukendte kunstnere. Kristi Himmelfartsdag arrangerer Skånska Travamatörklubben den meget populære Gentlemandag for hele familien med berømte kunstnere, forlystelsespark, smagsprøver, ponyløb for børn og meget mere.
Publikumsmæssigt er Hugo Åbergs Memorial det største hestevæddeløb på Jägersro, altid den sidste tirsdag i juli. Travverdens elite og op til 20.000 tilskuere samles på Jägersro denne sommeraften. Siden 1928 køres Svensk Travderby den første søndag i september hvert år, det klassiske og mest prestigefyldte løb en fireårig svenskfødt væddeløbshest kan vinde. Siden 1918 er Svensk Derby blevet afholdt på Jägersro i august hvert år, det største klassiske løb for treårige galopheste. Det mest prestigefyldte løb for toårige travere i Sverige er det klassiske Svensk uppfödninglöpning, som afgøres i slutningen af november på Jägersro.
Andre store galopløb er Svenskt Kriterium for toårige heste, Svenskt Oaks for treårige hopper samt Jägersro Sprint og Pramms Memorial for ældre heste.